# Еміль-Франтішек Буріан
Буріан Еміль-Франтішек (чеськ. Emil František Burian; 11 червня 1904, Пльзень — 9 серпня 1959, Прага) — чеський режисер, композитор, драматург.

## Раннє життя та кар'єра
Буріан народився в Пльзені, Чехословаччина, де походив з музичної родини. Його батько, Еміль Буріан, був оперним співаком. Сам Е. Ф. Буріан є батьком співака і письменника Яна Буріана. Він навчався під керівництвом Я. Б. Ферстера у Празькій консерваторії, яку закінчив у 1927 році, але почав брати участь у культурному житті набагато раніше. Разом з Карелом Тейге та Вітезславом Незвалом Е. Ф. Буріан був ключовим членом «Дев'ятниці», об'єднання чеських авангардистів 1920-х років.
У 1926—1927 роках працював з театром «Освобожденное дивадло», але після суперечок з Їндржіхом Гонзлом разом з Їржі Фрейкою покинув театр. Пізніше вони заснували власний театр «Да-Да». Він також працював зі сценою театру-студії «Модерні». У 1927 році заснував музичний та ораторський ансамбль Voiceband.
У 1923 році Буріан вступив до Комуністичної партії Чехословаччини. Його творчість, що перебувала під сильним впливом комуністичних ідей, межувала з політичною агітацією. У травні 1933 року він заснував театр D 34 з ліворадикальною програмою.

## Творчість
Автор опер «Перед заходом сонця» (1924 рік), «Маріша» (1938 рік), балету «Фагот і флейта» (1925 рік), симфоній, камерно- інструментальних творів, музики до спектаклів і фільмів. У 1933 році він заснував у Празі політеатр «Д-34», в якому поставив п'єси Брехта, Гашека, Чапека, Бомарше, а також «Єгор Буличов та інші» (1934), «На дні» (1951) Горького, «Аристократи» Погодіна (1935), «Клоп» Маяковського (1956). У 1934, 1952 і 1958 роках (під час гастролей театру) він відвідав Україну.